# Psycho Café
Psycho Café è il primo album in studio dei Bang Tango, pubblicato nel 1989 per l'etichetta discografica Mechanic/MCA Records.

## Tracce
1. Attack of Life (Ketler, Knight, Kyle, Leste, Stevens) 4:18
2. Someone Like You (Ketler, Knight, Kyle, Leste, Stevens) 4:20
3. Wrap My Wings (Ketler, Knight, Kyle, Leste, Stevens) 4:44
4. Breaking up a Heart of Stone (Ketler, Knight, Kyle, Leste, Stevens) 4:55
5. Shotgun Man (Ketler, Knight, Kyle, Leste, Stevens) 3:20
6. Don't Stop Now (Ketler, Knight, Kyle, Leste, Stevens) 3:26
7. Love Injection (Ketler, Knight, Kyle, Leste, Stevens) 4:31
8. Just for You (Ketler, Knight, Kyle, Leste, Stevens) 4:06
9. Do What You're Told (Ketler, Knight, Kyle, Leste, Stevens) 3:21
10. Sweet Little Razor (Ketler, Knight, Kyle, Leste, Stevens) 4:20

## Formazione
- Joe Lestè - voce
- Mark Knight - chitarra
- Kyle Stevens - chitarra, cori
- Kyle Kyle - basso, cori
- Tigg Ketler - batteria, percussioni